# Karen Fonteyne
Karen Fonteyne, född den 29 januari 1969 i Calgary, Kanada, är en kanadensisk konstsimmare.
Hon tog OS-silver i lagtävlingen i konstsim i samband med de olympiska konstsimstävlingarna 1996 i Atlanta.